# Belmopan

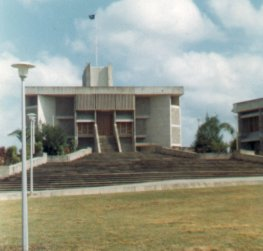
Edifici del Parlament, 1976.

Belmopan (/ˌbɛlmoʊˈpæn/) és la capital de Belize. La seva població el 2010 era de 16.451. Està situada a una altitud de 76 metres sobre el nivell del mar. Belmopan es va construir a partir de 1967 a l'est del riu Belize, a l'interior, a 80 km de l'antiga capital, el port de Belize City, després que aquesta ciutat fos gairebé destruïda per l'huracà Hattie el 1961. A més de ser la capital més petita d'Amèrica continental per població, Belmopan és el tercer assentament més gran de Belize, darrere de Belize City i San Ignacio.
Fundada com a comunitat planificada el 1970, Belmopan és una de les capitals nacionals més noves del món. Des de l'any 2000, Belmopan és un dels dos assentaments de Belize que té l'estatus oficial de ciutat, juntament amb Belize City. El govern es va traslladar a Belmopan el 1970, quan el país encara era una colònia del Regne Unit amb el nom d'Hondures Britànica. L'edifici de l'Assemblea Nacional fou dissenyat a la manera d'un temple maia.
Belmopan és coneguda com la Ciutat Jardí per la gran quantitat de vegetació que la decora i l'envolta.
A la ciutat s'hi ha instal·lat la Universitat de Belize, cosa que hi farà augmentar l'activitat comercial i la indústria terciària. Belmopan té un petit aeròdrom i molt poca activitat industrial.

## Etimologia
El nom que es va triar per a la nova capital és un acrònim format amb el nom del riu Belize, el més important del país, i el seu afluent Mopan, que desemboca al Belize prop de Belmopan.

## Història
Després que l'huracà Hattie, el 1961, destruís aproximadament el 75% de les cases i locals comercials de Belize City, situada a una zona baixa i costanera, el govern va proposar fomentar i promoure la construcció d'una nova capital. Aquesta nova capital estaria en un terreny millor, no suposaria una costosa recuperació de terres i comptaria amb una zona industrial. El 1962, un comitè va triar el lloc que ara es coneix com Belmopan, a 82 quilòmetres al sud-oest de l'antiga capital, Belize City.
Atès que Belize era una colònia britànica (coneguda com a Hondures Britànica) el 1964, el primer ministre George Cadle Price va encapçalar una delegació a Londres a la recerca de fons per finançar la nova capital. Encara que no estaven disposats a comprometre's a finançar un projecte de tal magnitud, el govern britànic va mostrar el seu interès a causa de la lògica d'ubicar la capital en un terreny elevat fora de perill de les marees de tempestat. Per fomentar el compromís financer del govern britànic, el primer ministre Price i el govern del Partit Popular Unit van convidar Anthony Greenwood, Secretari d'Estat per a la Commonwealth i les Colònies, a visitar Belize. Un dels aspectes més destacats d'aquesta visita va ser inaugurar un monument al quilòmetre 49 de l'autopista occidental. El monument registra que Lord Greenwood va dedicar el lloc per a la nova capital el 9 d'octubre de 1965. En certa manera, hi havia un compromís.
El nom triat per a la nova capital, Belmopan, deriva de la unió de dues paraules: "Belize", el nom del riu més llarg del país, i "Mopan", un dels rius d'aquesta zona, que desemboca a el riu Belize. El cost inicial estimat per a la construcció d'aquesta nova ciutat era de 40 milions de dòlars de Belize (20,5 milions de dòlars). Només es va disposar de 20 milions de dòlars de Belize (10 milions de dòlars), però no es va perdre l'impuls.
El 1967 van començar les obres; la primera fase de la nova ciutat es va completar el 1970 amb un cost de 24 milions de dòlars de Belize (12 milions de dòlars). De 1970 a 2000, l'administració de Belmopan va estar a càrrec de la Corporació de Reconstrucció i Desenvolupament, coneguda com a "Recondev", a la qual se li va conferir el poder i l'autoritat per proporcionar, o fer que es proporcionin, les funcions municipals necessàries per al bon funcionament dels negocis i la infraestructura de la ciutat.
Al començament, els governs estrangers es van mostrar reticents a traslladar les seves ambaixades a Belmopan, ja que existien dubtes sobre si aquesta zona de l'interior es convertiria realment en la capital en funcionament. L'Alta Comissió Britànica va obrir les portes el 1981, quan Belize va assolir la independència, i es va traslladar a la seva actual ubicació el 1984. El febrer de 2005, el govern dels Estats Units va posar la primera pedra i va començar a construir una nova ambaixada a Belmopan, 43 anys després que fos triada com a nova capital. L'ambaixada nord-americana es va inaugurar oficialment l'11 de desembre de 2006. Mèxic, Brasil, Costa Rica, El Salvador i Veneçuela també tenen ambaixades a Belmopan, mentre que Equador, Xile i la República Dominicana estan representats per consolats. No obstant això, amb quatre ambaixades i 29 consolats, l'antiga capital de Belize City continua tenint la major part de la comunitat diplomàtica estrangera del país.